# Aeroportul Andavadoaka
Aeroportul Andavadoaka (IATA: DVD) este un aeroport din Madagascar ce deservește zona Andavadoaka⁠(d). A fost numit după zona deservită.
aeroportul dispune de o singură pistă.